# Kruonis
 Kruonis  (polonais : Kronie) est un village situé à 37 kilomètres à l'est de Kaunas dans l'Apskritis de Kaunas en Lituanie. En 2011, la population était de 661 habitants. La centrale de Kruonis est construite sur le territoire du village. C'était la première église uniate en Lituanie : son architecture est un mélange rare des styles de la Renaissance lituanienne et l'architecture byzantine. En 1628-1629, le monastère des basiliens a été établi près de l'église.

## Histoire
En juillet 1941, 19 Juifs sont assassinés lors d'une exécution de masse au village,,.
Le 15 août 1941, des juifs du village, principalement des hommes, sont assassinés avec ceux de Darsūniškis, dans la forêt de Gojus par des lituaniens de Kruonis. À la fin de l'été 1941, 99 femmes enfants et personnes âgées sont exécutés par un Einsatzgruppen de membres du Rollkommando Hamann et des policiers lituaniens de Pakuonis. Les victimes viennent de Darsūniškis, Kruonis, et Pakuonis et le massacre est perpétré à Darsūniškis
,.